# 阿普里利亚诺
阿普里利亚诺（義大利語：Aprigliano），是意大利科森扎省的一个市镇。总面积121.27平方公里，人口2738人，人口密度22.6人/平方公里（2009年）。ISTAT代码为078012。